# Candlemass

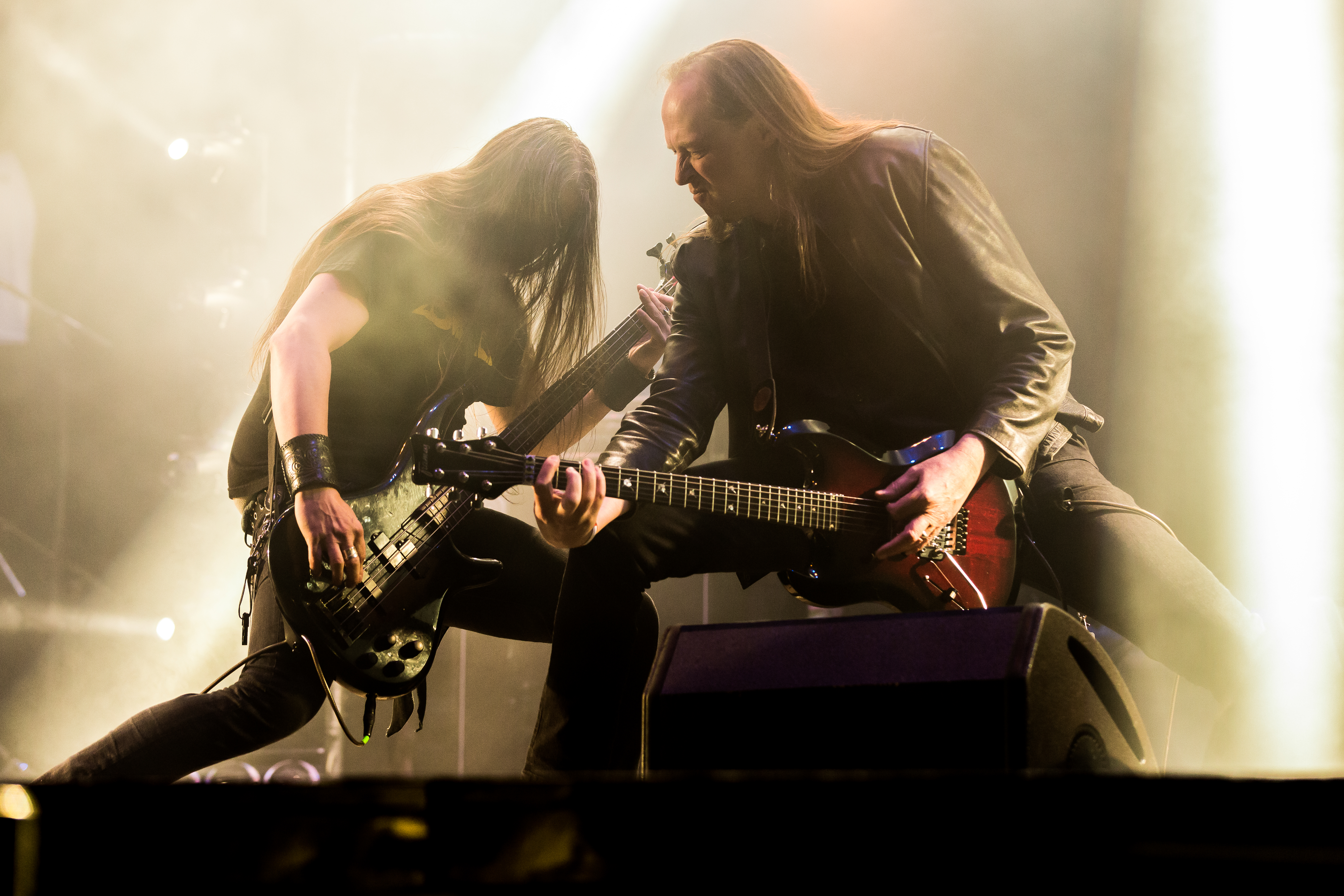
Candlemass auf dem Party.San 2017

Candlemass ist eine schwedische Epic-Doom-Band, die Mitte der 1980er von Leif Edling gegründet wurde.

## Geschichte

### 1980er
Leif Edling gründete Candlemass nach der Auflösung seiner vorigen Band Nemesis. Die Urbesetzung bestand aus Edling (Bass), Mats Ekstrom (Schlagzeug), Mats Mappe Björkman (Gitarre) und Johan Langquist (Gesang). Ihr Debütalbum Epicus Doomicus Metallicus erschien 1986 und wurde sogleich ein richtungsweisendes Werk in der noch jungen Doom-Metal-Szene. Das Coverbild zeigt einen Schädel mit Hörnern, durch den zwei Keile in Form eines Kreuzes getrieben wurden; das Symbol hat laut Edling keine religiöse oder andere Bedeutung, die Band habe mit Schädel und Kreuz – die extremsten Symbole, die sie finden konnte – ein geeignetes Logo zu kreieren versucht.
Vor der Aufnahme des zweiten Albums Nightfall (1987) stiegen Langquist und Ekstrom aus und Messiah Marcolin (Gesang), Lars Johansson (Lead gitarre) und Jan Lindh (Schlagzeug) kamen in die Band. Mit Messiah Marcolins breitem Stimmumfang und seiner markanten Stimme prägte Candlemass den Doom Metal mit diesem Album, zu dem Lied Bewitched nahm die Band ein Musikvideo auf. Die Albencover zu Nightfall und dem Nachfolger Ancient Dreams (1988) waren religiös geprägten Gemälden des amerikanischen Landschaftsmalers Thomas Cole (1801–1844) entnommen; es handelt sich dabei um die Bilder Old Age und Youth aus dem 1842 fertiggestellten Zyklus The Voyage of Life. Zu dieser Zeit sorgte auch das Bühnenoutfit von Sänger Marcolin für Aufsehen, da er im Habit auftrat. Auch das vierte Album Tales of Creation (1989) wurde ein Klassiker des Doom Metal.

### 1990er
1990 folgte noch ein Live-Album, bevor Differenzen zwischen den Bandmitgliedern in Marcolins Austritt mündeten.
Thomas Vikström wurde der neue Sänger der Band und mit Chapter VI (1992) erschien ein neues Album. Diese Platte konnte jedoch nicht mehr an die Erfolge vergangener Jahre anknüpfen und so kam es zur Auflösung der Band, nachdem Leif Edling mit einem neuen Projekt (Abstrakt Algebra) gestartet war. Doch auch die neue Band lief nicht gut und so nahm Edling im Studio mit einer komplett neuen Besetzung die Alben Dactylis Glomerata (1998) und From the 13th Sun (1999) auf.

### 2000er
2002 fand die Band wieder zusammen und spielte ein paar Konzerte, die bei den Fans sehr gut ankamen; die Umverlegung mehrerer Auftritte auf dem Wacken Open Air 2002, über die Bands und Besucher durch die Veranstalter nicht hinreichend informiert wurden, sorgte allerdings dafür, dass zahlreiche Fans den Auftritt von Candlemass verpassten und die Band vor einem Thrash- und Black-Metal-Publikum auftrat; die anwesenden Zuschauer nahmen die Band jedoch gut auf.
In der klassischen Besetzung nahm die Band ein weiteres Live-Album auf. Ende Mai 2004 wurde ihre erneute Trennung bekanntgegeben. Laut der Band zeigten sich „[d]ie ersten kleinen Risse […] bereits im Sommer 2002, weil die Mitglieder nicht die gleiche Vision bezüglich der Auftritte, eines eventuellen neuen Albums, der internen Demokratie und so weiter teilten“.
Ende 2004 fanden Candlemass und Sänger Messiah Marcolin wieder zusammen und kündigte ein neues Album sowie einen Auftritt beim Bang Your Head an. Ein neues Album wurde am 4. Mai 2005 unter dem Namen Candlemass veröffentlicht. Nachdem es längere Zeit auch für die Band selbst unklar blieb, ob das kommende Album mit Messiah Marcolin eingespielt werden würde, wurde dieser im Januar 2007 durch Robert Lowe von der Band Solitude Aeturnus ersetzt; Lowe sah „darin kein Problem, da er mit Solitude Aeturnus, die nur sporadisch touren, ‚nicht hundertprozentig ausgelastet ist‘“. Der erste Auftritt mit Lowe fand im gleichen Jahr in Stockholm statt. Mit ihm zusammen wurde das Album The King of the Grey Islands aufgenommen, welches in den Musikzeitschriften Metal Hammer und Rock Hard zum Album des Monats gekürt wurde.
Am 20. März 2008 wurde Gitarrist Mats Björkman sechs Wochen vor einer geplanten US-Tournee wegen Diebstahls von CDs im Wert von drei Millionen SEK (~ 310.000 €) zu zwei Jahren Gefängnis verurteilt.

### 2010er
Am 2. Juni 2012 gab die Band auf ihrer Homepage den Ausstieg von Robert Lowe bekannt, der auf den kommenden Konzerten von Mats Levén vertreten werden soll. Mats Levén war von 2012 bis 2018 Sänger von Candlemass und wurde 2018, für die gesamte Fangemeinde komplett überraschend, durch Johan Langquist (Epicus Doomicus Metallicus) ersetzt. Robert Lowe hatte bei einigen Fans Kredit verspielt, da er bei Live-Auftritten die Texte oftmals offensichtlich von seinem Notebook ablas. Auch Leif Edling beschwerte sich darüber, dass er nie die Texte lernte.

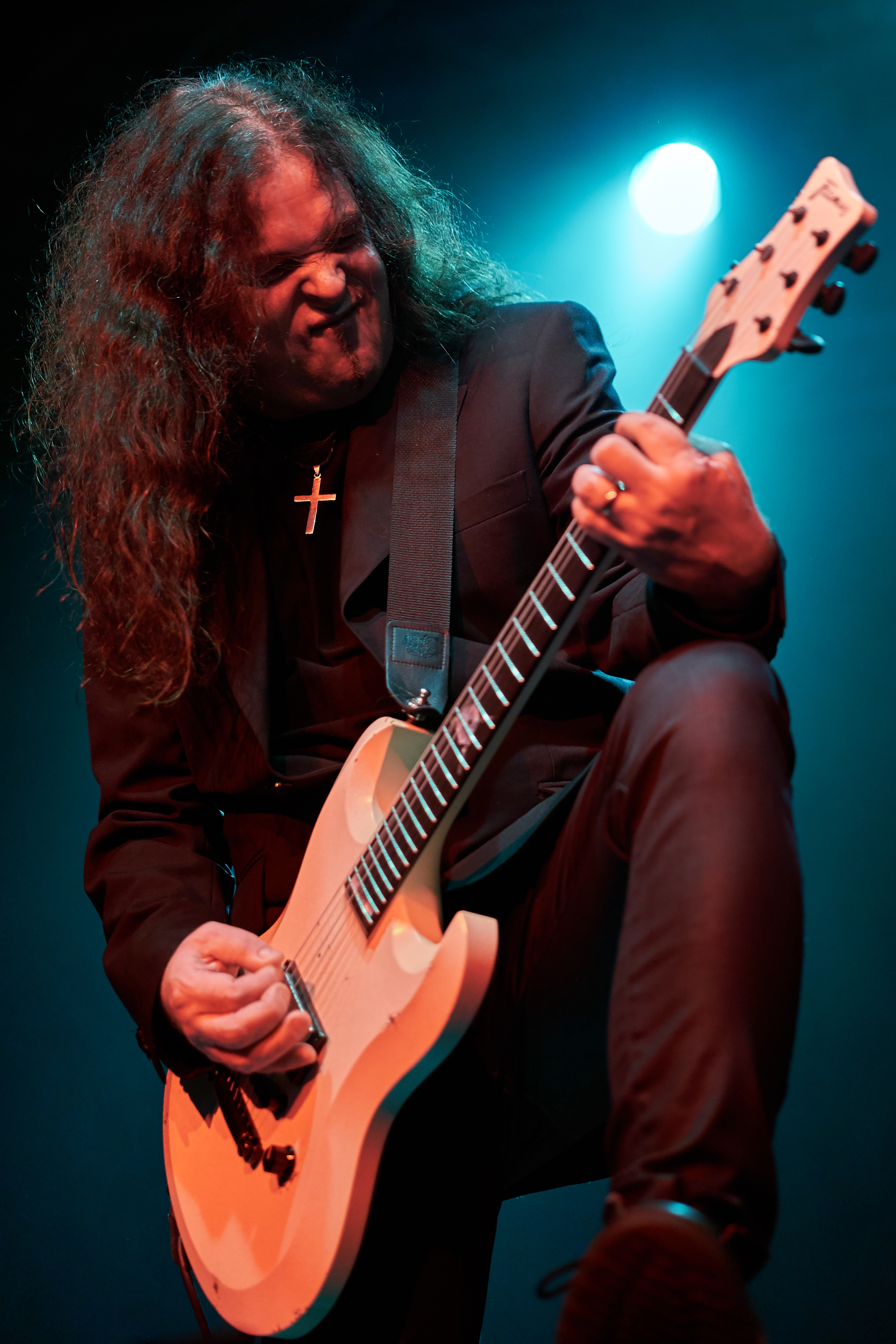
Mats Björkman
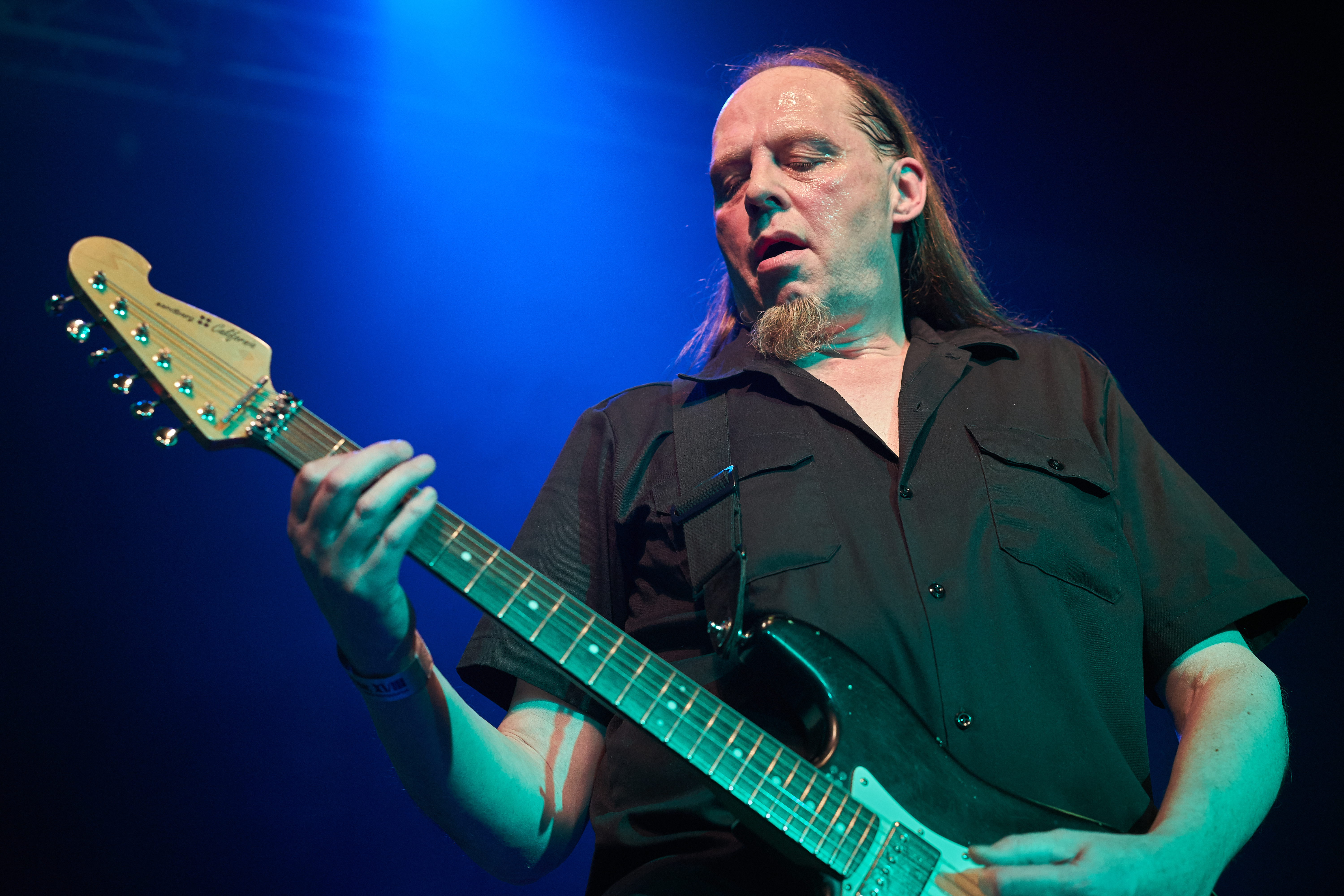
Lars Johansson
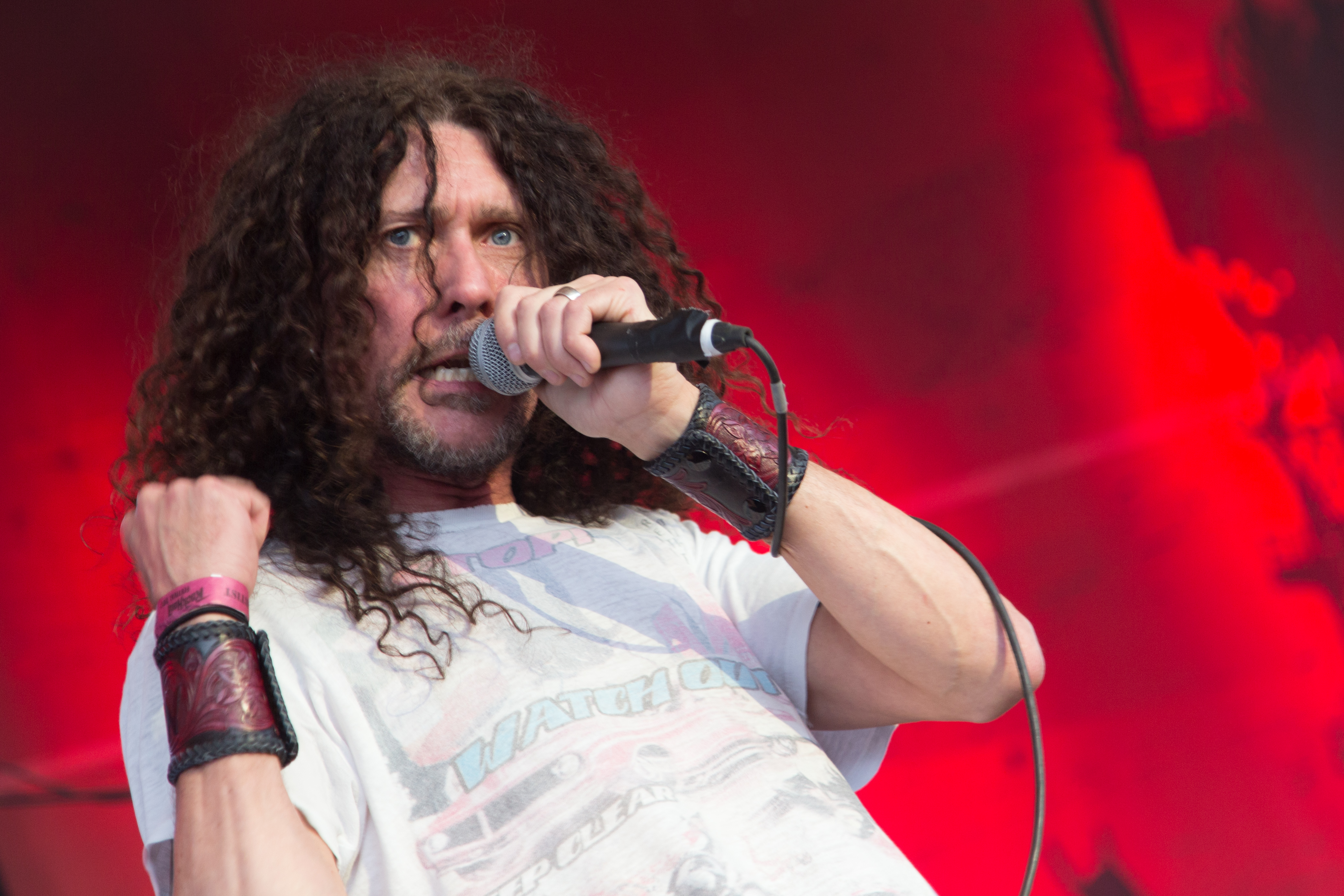
Mats Levén
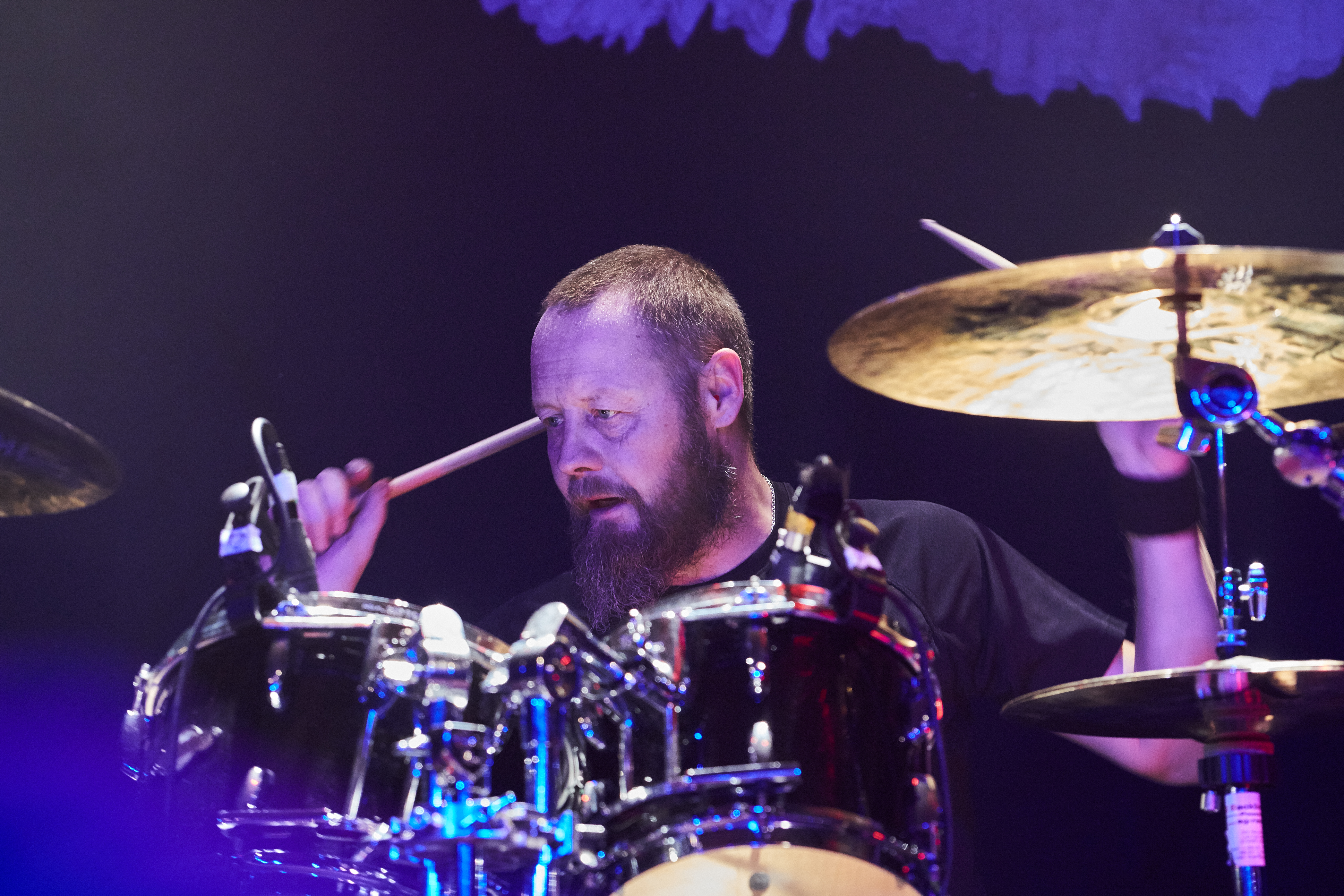
Jan Lindh

## Diskografie
Studioalben
- 1986: Epicus Doomicus Metallicus
- 1987: Nightfall
- 1988: Ancient Dreams
- 1989: Tales of Creation
- 1992: Chapter VI
- 1998: Dactylis Glomerata
- 1999: From the 13th Sun
- 2005: Candlemass
- 2007: King of the Grey Islands
- 2009: Death Magic Doom
- 2012: Psalms for the Dead
- 2019: The Door to Doom
- 2022: Sweet Evil Sun

EPs
- 2008: Lucifer Rising
- 2016: Death thy Lover
- 2018: House of Doom
- 2025: Black Star

Livealben
- 1990: Live
- 2003: Doomed for Live
- 2010: Ashes to Ashes
- 2016: Live at the Marquee – Nov 26 1988
- 2025: Tritonus Nights

Kompilationen
- 1994: The Best of Candlemass – As It Is, as It Was
- 2002: Black Heart of Candlemass
- 2003: Diamonds of Doom
- 2004: Essential Doom

Videoalben
- 2002: Documents of Doom
- 2005: The Curse of Candlemass
- 2010: Ashes to Ashes